# Haliaeetus leucogaster
Pigargo-de-barriga-branca, pigargo-oriental, águia-marinha-de-barriga-branca (Haliaeetus leucogaster), também conhecida como águia-marinha-de-peito-branco, é uma grande ave de rapina diurna da família Accipitridae. São encontrados na Ásia e na Oceania.

## Descrição
A águia-marinha-de-barriga-branca tem cabeça, garupa e partes inferiores brancas, e costas e asas escuras ou cinza-ardósia. Em voo, as penas pretas de voo nas asas são facilmente vistas quando a ave é vista de baixo. O bico grande e curvo é cinza-azulado chumbo com uma ponta mais escura, e as íris são marrom-escuras. A cera também é cinza chumbo. As pernas e pés são amarelos ou cinza, com longas garras pretas. Ao contrário das águias do gênero Aquila, as pernas não são emplumadas. Os sexos são semelhantes, mas como muitas aves de rapina, a fêmea é maior que o macho. Uma águia-marinha-de-barriga-branca jovem em seu primeiro ano é predominantemente marrom, com plumagem com listras creme-claro na cabeça, pescoço, nuca e áreas da garupa. A plumagem se torna mais infiltrada com branco até adquirir a plumagem adulta completa no quarto ou quinto ano. Medem 90 cm de comprimento, sua envergadura é 2,2 m e pesam 4,5 kg.